# Dürener Eisenbahn

Aktie der ursprünglichen Dürener Dampfstraßenbahn von 1900

Die Dürener Eisenbahn AG, kurz DEAG, betrieb von der Stadt Düren aus seit dem 1. April 1893 eine meterspurige Dampfstraßenbahn für Personen- und Güterbeförderung, die 1934 als Kleinbahn konzessioniert wurde. Nach einer etappenweisen Expansionsphase wurde von 1927 bis 1963 die Gesamtstrecke Düren – Inden befahren, die Stilllegung vollzog sich sehr rasch und war 1965 abgeschlossen.

## Geschichte

### Gründung und Aufbau

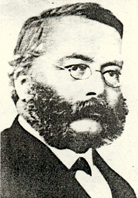
Porträtaufnahme Felix Heinrich Schoeller, Kommerzienrat Düren

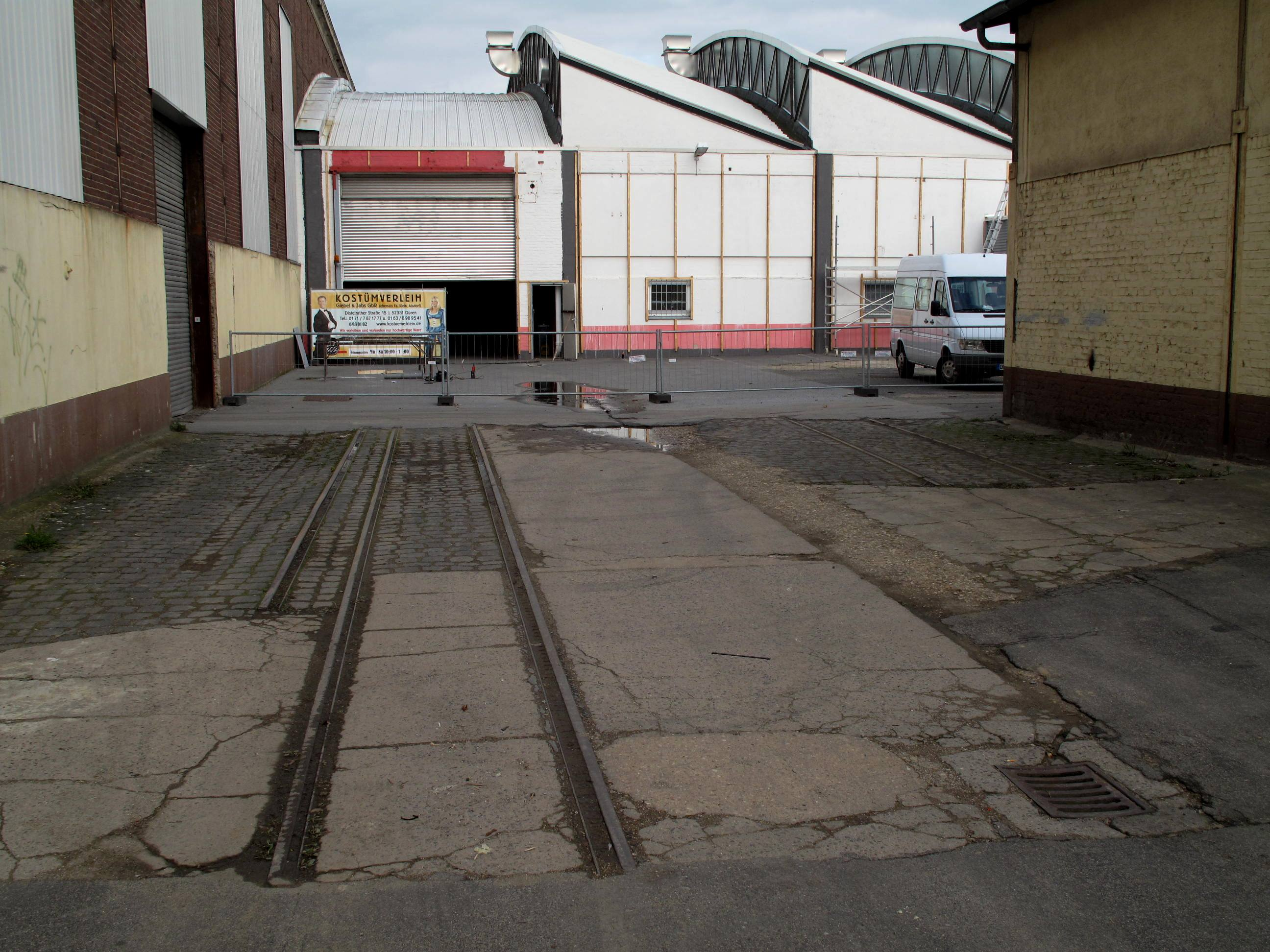
Die Wurzeln der DEAG liegen in den Fabriken im Nordteil Dürens. Noch heute finden sich dort Gleisreste, so dieses 3-Schienen-Gleis an der Paradiesstraße (2009).

Die Gründung der DEAG erfolgte 1888 durch Vertreter der heimischen Industrie unter Leitung des Kgl. Kommerzienrates Felix Heinrich Schoeller und der Stadt Düren unter dem Namen Dürener Dampfstraßenbahn AG (DDAG). Sie wollten mit der Bahn einen Anschluss ihrer Betriebe an die Strecke der Rheinischen Eisenbahngesellschaft erreichen. Die ursprüngliche Planungen für die Bahn gingen von einer alleinigen Nutzung der Bahn für den Güterverkehr aus. Am 2. Dezember 1891 erhielt Felix Heinrich Schoeller, der gleichzeitig zum Vorsitzenden des neuen Aufsichtsrates gewählt wurde, eine Konzessionen unter Vorbehalt der Rechte Dritter für zunächst 25 Jahre. Aber erst am 1. April 1893 wurde die rund 2,8 Kilometer lange Bahn für den Güterverkehr zwischen Düren und Birkesdorf eröffnet. Die erste Personenbeförderung folgte gut ein Jahr später am 1. Juni 1894. Am 9. September 1897 erhielt die Gesellschaft die Konzession für den Personenverkehr und den Weiterbau der Bahn.
Die nächste rund 2,9 Kilometer lange Erweiterung der Bahn zwischen Birkesdorf und Merken fand am 1. Januar 1901 statt. Der Bau des dritten rund 3 Kilometer langen Teilstückes zwischen Merken und Pier war mit erheblichen Schwierigkeiten verbunden. Zum Teil mussten Grundstücke enteignet werden, da sich die Besitzer weigerten, diese zu verkaufen. Am 20. Januar 1908 war dieser Abschnitt fertiggestellt. Das letzte 2,4 Kilometer lange Stück nach Inden wurde 1913 begonnen, aber erst nach dem Ersten Weltkrieg und der Erteilung der Konzession am 16. August 1926 realisiert und am 3. Juli 1927 dem Personenverkehr übergeben. Somit hatte die Bahn nach gut 34 Jahren Bauzeit eine Länge von 11,1 Kilometern erreicht. Der Personenverkehr wurde ab 20. November 1913 elektrisch betrieben.
Insgesamt lagen an der Strecke 19 Betriebe mit rund 13 Kilometern Gleisanschluss. Daraus ergaben sich zum Teil sehr dichte Zugfolgen. So verkehrten 1908 so viele Züge auf der Strecke, dass Zugabstände von weniger als 50 Minuten eher die Regel als die Ausnahme waren.

### Änderung der Konzession
Am 26. Januar 1939 erfolgte die Umbenennung der Dürener Dampfstraßenbahn AG in Dürener Eisenbahn AG (DEAG). 1941 beschaffte die Gesellschaft vier E-Loks für die Umstellung des bis dahin mit Dampflokomotiven betriebenen Güterverkehrs. Die Umstellung des kompletten Güterverkehrs zog sich allerdings bis 1952 hin.

### Krieg und Wiederaufbau
Durch den Zweiten Weltkrieg erlitt die Bahn erhebliche Beschädigungen. Der Verkehr musste nach einem schweren Bombenangriff in der Nacht des 18. November 1944 eingestellt werden. Der Betrieb mit den noch vorhandenen Dampfloks wurde erst am 10. November 1945 wieder aufgenommen. Die provisorische Brücke über die Rur wurde am 13. Juli 1946 fertiggestellt, dem Verkehr übergeben und der Betrieb der Strecke bis Merken wiederaufgenommen. Am 1. Oktober desselben Jahres folgte die Strecke bis Pier. Die Strecke bis Inden war am 1. Oktober 1949 vollständig wiederaufgebaut.

### Niedergang
Bereits 1948 versuchte die DEAG, die Strecken für den Personenverkehr in der Innenstadt von Düren auszudehnen und die Strecke der Dürener Kreisbahn vom Bahnhof Düren zum Markt, die 1944 aufgrund der Kriegsschäden stillgelegt worden war, zu übernehmen. Dies wurde allerdings nie umgesetzt. Nach dem Krieg begann die Bahn immer mehr unter den Folgen des zunehmenden Individualverkehrs zu leiden. Besonders die Rangierfahrten im Bereich der Anschlussgleise der Betriebe waren ein besonderes Verkehrshindernis für die Autofahrer. So wurde trotz der noch 1960 erfolgten Beschaffung noch relativ neuer gebrauchter Triebwagen der Straßenbahn Osnabrück zunächst der Personenverkehr am 3. Juni 1963 zwischen Inden und Merken eingestellt; auf der Reststrecke fuhr nur noch ein beziehungsweise wenige Zugpaare. Der Personenverkehr wurde ab diesem Zeitpunkt im Wesentlichen mit Bussen durchgeführt. Doch die Situation verschlechterte sich weiter. Das endgültige Aus kam, als ein Betrieb die Anlieferung der von ihm verwendeten Braunkohle von der Bahn auf den LKW umstellen musste, weil der Lieferant der Kohle keinen Gleisanschluss mehr hatte. So wurde die Bahnstrecke am 30. Juni 1965 endgültig eingestellt und der Güterverkehr von LKW übernommen.

### Busverkehr
Nach der weitgehenden Einstellung des Schienenverkehrs betrieb die DEAG den Personenverkehr auf den von ihr konzessionierten Linien mit Bussen auf den Linien B Düren – Birkesdorf, D Düren – Inden und L Pier – Lucherberg – Lamersdorf – Inden – Pier, die Linie L als Rundverkehr. Nach der Einstellung des Schienenverkehrs wurde ab dem 3. November 1963 endlich ein Gemeinschaftsverkehr mit der DKB eingerichtet. Die Buslinien konnten damit bis zum Kaiserplatz verlängert werden – der für die Fahrgäste lästige Umsteigezwang am Bahnhof entfiel damit.

### Ende der Gesellschaft
Die letztlich erfolgreiche Zusammenarbeit zwischen DEAG und DKB im Busverkehr führte 1967 zu einem Beschluss des Aufsichtsrates der DEAG, die Konzession für die Buslinien an die DKB zu veräußern. Ab dem 1. Januar 1969 übernahm die DKB die folgenden Buslinien:
- 6: Düren Kaiserplatz – Bahnhof – Birkesdorf / Lindenbaum
- 16: Düren Kaiserplatz – Bahnhof – Birkesdorf – Inden
- 26: Pier – Lucherberg – Lamersdorf – Inden – Pier

Der Speditionsbetrieb wurde ebenfalls veräußert, damit endete die Geschichte der DEAG. Der damalige alleinige Vorstand der DEAG, Weyrauch, wurde zum 1. Januar 1969 zum Direktor und Geschäftsführer der DKB bestellt, womit die Vereinigung beider Betriebe abgeschlossen war.